# Nuoto ai campionati mondiali di nuoto 2007 - Staffetta 4x100 metri stile libero femminile
La gara di nuoto della staffetta 4x100 metri stile libero femminile dei campionati mondiali di nuoto 2007 è stata disputata il 25 marzo presso la Rod Laver Arena di Melbourne.
Vi hanno preso parte 27 squadre nazionali.
La competizione è stata vinta dalla squadra australiana, mentre l'argento e il bronzo sono andati rispettivamente alla squadra statunitense e a quella olandese.

## Podio
| Posizione | Nazione     | Atlete                                                           |
| --------- | ----------- | ---------------------------------------------------------------- |
| Oro       | Australia   | Lisbeth Lenton Melanie Schlanger Shayne Reese Jodie Henry        |
| Argento   | Stati Uniti | Natalie Coughlin Lacey Nymeyer Amanda Weir Kara Lynn Joyce       |
| Bronzo    | Paesi Bassi | Inge Dekker Ranomi Kromowidjojo Femke Heemskerk Marleen Veldhuis |

## Programma
| Data          | Ora   | Turno    |
| ------------- | ----- | -------- |
| 25 marzo 2007 | 13:39 | Batterie |
| 25 marzo 2007 | 20:12 | Finale   |

## Record
Prima della manifestazione il record del mondo e il record dei campionati erano i seguenti.
| Record mondiale       | 3'35"22 | Germania  | 31 luglio 2006 Budapest, Ungheria |
| Record dei campionati | 3'37"32 | Australia | 24 luglio 2005 Montreal, Canada   |

Durante la competizione è stato battuto il seguente record:
| Data     | Evento | Nazione   | Atleti                                                                                    | Tempo   | Record                |
| -------- | ------ | --------- | ----------------------------------------------------------------------------------------- | ------- | --------------------- |
| 25 marzo | Finale | Australia | Lisbeth Lenton (53"42) Melanie Schlanger (53"95) Shayne Reese (54"90) Jodie Henry (53"21) | 3'35"48 | Record dei campionati |

## Risultati

### Batterie
I migliori 8 tempi si qualificano per la finale
| Pos. | Batteria | Corsia | Nazione       | Atleti | Tempo   | Note |
| ---- | -------- | ------ | ------------- | --- | ------- | ---- |
| 1    | 3        | 4      | Stati Uniti   | Dana Vollmer (54.96) Lacey Nymeyer (53.78) Amanda Weir (54.68) Kara Lynn Joyce (54.90)                                        | 3:38.32 | Q    |
| 2    | 4        | 5      | Paesi Bassi   | Chantal Groot (55.68) Ranomi Kromowidjojo (54.95) Femke Heemskerk (54.83) Marleen Veldhuis (54.55)                            | 3:40.01 | Q    |
| 3    | 2        | 4      | Australia     | Danni Miatke (56.02) Melanie Schlanger (54.19) Sally Foster (55.29) Shayne Reese (54.54)                                      | 3:40.04 | Q    |
| 4    | 2        | 5      | Svezia        | Ida Marko-Varga (56.02) Josefin Lillhage (54.56) Therese Alshammar (54.57) Magdalena Kuras (55.37)                            | 3:40.09 | Q    |
| 5    | 4        | 4      | Germania      | Petra Dallmann (55.47) Annika Lurz (54.92) Meike Freitag (55.19) Britta Steffen (54.97)                                       | 3:40.55 | Q    |
| 6    | 2        | 3      | Cina          | Pang Jiaying (55.93) Tang Yi (54.86) Yang Yu (54.94) Zhu Yingwen (55.00)                                                      | 3:40.73 | Q    |
| 7    | 3        | 5      | Francia       | Céline Couderc (55.30) Malia Metella (55.05) Aurore Mongel (55.04) Alena Popchanka (55.42)                                    | 3:40.81 | Q    |
| 8    | 4        | 3      | Gran Bretagna | Francesca Halsall (55.19) Melanie Marshall (54.65) Julia Beckett (55.76) Rosalind Brett (55.68)                               | 3:41.28 | Q    |
| 9    | 2        | 2      | Bielorussia   | Aljaksandra Herasimenja (54.90) Iryna Niafedava (56.17) Sviatlana Khakhlova (55.33) Maryia Hanchar (56.52)                    | 3:42.92 |      |
| 10   | 3        | 3      | Canada        | Victoria Poon (56.78) Julia Wilkinson (55.79) Geneviève Saumur (55.75) Erica Morningstar (54.85)                              | 3:43.17 |      |
| 11   | 4        | 2      | Ucraina       | Darya Stepanyuk (56.00) Oxana Serikova (56.21) Ganna Dzerkal (56.21) Iryna Amshennikova (55.10)                               | 3:43.52 |      |
| 12   | 4        | 6      | Nuova Zelanda | Hannah McLean (55.27) Alison Fitch (55.99) Lauren Boyle (55.68) Helen Norfolk (56.62)                                         | 3:43.56 |      |
| 13   | 3        | 6      | Giappone      | Maki Mita (56.48) Norie Urabe (55.96) Haruka Ueda (56.32) Yuka Katō (56.85)                                                   | 3:45.61 |      |
| 14   | 2        | 6      | Belgio        | Emily Vavourakis (56.70) Sascha van den Branden (56.38) Jorina Aerents (56.79) Tine Bossuyt (56.68)                           | 3:46.55 |      |
| 15   | 3        | 2      | Estonia       | Jana Kolukanova (56.84) Triin Aljand (57.01) Maria Albert (56.54) Elina Partõka (57.06)                                       | 3:47.45 |      |
| 16   | 4        | 7      | Hong Kong     | Hang Yu Sze (57.88) Hiu Wai Sherry Tsai (56.72) Man Yi Yvette Kong (58.35) Hannah Jane Arnett Wilson (56.70)                  | 3:49.65 |      |
| 17   | 4        | 1      | Singapore     | Lynette Ng (59.15) Ting Wen Quah (1:02.00) Mylene Ong (58.44) Ruth Ho (1:00.33)                                               | 3:59.92 |      |
| 18   | 2        | 7      | Thailandia    | Wenika Kaewchaiwong (1:02.01) Pannika Prachgosin (1:01.46) Jiratida Phinyosophon (58.10) Nimitta Thaveesupsoonthorn (1:02.98) | 4:04.55 |      |
| 19   | 1        | 5      | Malta         | Madeleine Scerri (58.73) Davina Mangion (1:02.31) Talisa Pace (1:05.73) Angela Galea (1:04.26)                                | 4:08.03 |      |
| 20   | 3        | 8      | Macao         | Cheok Mei Ma (59.23) Weng I Kuan (1:02.51) On Kei Lei (1:03.18) Man Wai Fong (1:04.13)                                        | 4:09.05 |      |
| 21   | 1        | 3      | Zambia        | Ellen Hight (59.79) Matana Wellman (1:00.54) Patricia Wellman (1:05.10) Mercedes Milner (1:05.40)                             | 4:10.83 |      |
| 22   | 2        | 1      | Perù          | Massie Milagros Carrillo (1:01.63) Fiorella Gomez-Sanchez (1:03.08) Maria Alejandra Torres (1:02.53) Slavica Pavic (1:05.13)  | 4:12.37 |      |
| 23   | 3        | 1      | Uzbekistan    | Irina Shlemova (1:00.06) Yulduz Kuchkarova (1:03.42) Ekaterina Mamatkulova (1:05.07) Mariya Bukakova (1:04.39)                | 4:12.94 |      |
| 24   | 2        | 8      | India         | Parita Parekh (1:01.92) Madhavi Giri Govind (1:06.59) Pooja Raghava Alva (1:02.80) Kshipra Mahajan (1:02.80)                  | 4:14.11 |      |
| 25   | 1        | 4      | Nigeria       | Uche Monu (1:05.38) Blessing Forcados (1:04.90) Obia Inyegiyikabo (1:05.17) Ngozi Monu (1:02.01)                              | 4:17.46 |      |
| 26   | 4        | 8      | Giordania     | Hiba Bashouti (1:05.99) Layla Alghul (1:03.43) Razan Taha (1:06.11) Miriam Hatamleh (1:03.75)                                 | 4:19.28 |      |
| -    | 3        | 7      | Venezuela     | Ximena Vilar (59.29) Erin Volcán (58.45) Yanel Pinto (-) Arlene Semeco (-)                                                    | SQ      |      |

### Finale
| Pos. | Corsia | Nazione       | Atleti                                                                                              | Tempo   | Note                  |
| ---- | ------ | ------------- | --------------------------------------------------------------------------------------------------- | ------- | --------------------- |
|      | 3      | Australia     | Lisbeth Lenton (53.42) Melanie Schlanger (53.95) Shayne Reese (54.90) Jodie Henry(53.21)            | 3:35.48 | Record dei campionati |
|      | 4      | Stati Uniti   | Natalie Coughlin (54.13) Lacey Nymeyer (53.50) Amanda Weir (54.02) Kara Lynn Joyce (54.03)          | 3:35.68 |                       |
|      | 5      | Paesi Bassi   | Inge Dekker (54.57) Ranomi Kromowidjojo (54.82) Femke Heemskerk (54.13) Marleen Veldhuis (53.29)    | 3:36.81 |                       |
| 4    | 2      | Germania      | Petra Dallmann (55.11) Annika Lurz (54.56) Daniela Samulski (54.62) Britta Steffen (52.65)          | 3:36.94 |                       |
| 5    | 6      | Svezia        | Josefin Lillhage (54.62) Magdalena Kuras (55.38 ) Therese Alshammar (54.35) Ida Marko-Varga (54.88) | 3:39.23 |                       |
| 6    | 1      | Francia       | Alena Popčanka (55.42) Malia Metella (54.73) Céline Couderc (54.35) Aurore Mongel (55.59)           | 3:40.09 |                       |
| 7    | 7      | Cina          | Tang Yi (55.67) Yang Yu (55.01) Xu Yanwei (55.12 ) Zhu Yingwen (54.68)                              | 3:40.48 |                       |
| 8    | 8      | Gran Bretagna | Francesca Halsall (54.80) Melanie Marshall (54.42) Julia Beckett (56.06) Rosalind Brett (55.66)     | 3:40.94 |                       |